# 莉莉亞與特雷茲
《莉莉亞與特雷茲》（日语：リリアとトレイズ）是輕小說作家時雨澤惠一跟插畫家黑星紅白繼《奇諾之旅》、《艾莉森》後另一於電擊文庫連載的輕小說系列。台灣中文版由台灣角川發行，現時推出至第六集。本作講述前作《艾莉森》系列之後的故事，但主角換為艾莉森的女兒莉莉亞及班奈迪的兒子特雷茲。與《艾莉森》一同以艾莉森與莉莉亞為名，將於2008年4月在NHK・BS2頻道播出電視動畫。

## 世界觀
承襲前作《艾莉森》系列的世界觀，但時間大約發生在二十年後（世界曆3305年）。大陸東側洛克希昂努聯邦（簡稱洛克榭，官方語言為洛克榭語）及西側貝佐·伊爾拓亞聯合王國（簡稱斯貝伊爾，官方語言為貝佐語）的交流日漸頻繁，兩邊的關係也越來越緊密。民眾可以互相到對面觀光，兩邊甚至還派出了交換學生。不過因為之前的戰爭，仍然留下許多問題尚待解決。另外，能夠同時流利地說兩種語言的人還不多。

## 故事簡介

### I・II 於是兩人踏上旅途
莉莉亞與特雷茲利用暑假時前去旅行，目的地是托爾卡西亞國的拉奇卡，是庫梧爾茲海（事實上是湖）的一座湖上城鎮。在兩人乘坐飛機進行空中遊覽飛行的途中，發現了落在水面上的飛機。莉莉亞等人想要給予協助，但該飛機上的飛行員卻開槍攻擊莉莉亞他們，並擊斃了莉莉亞飛機上的駕駛員。不知道被攻擊理由的兩人於是開始逃亡。

### III・IV 伊庫司托法最長的一日
寒假時，莉莉亞與艾莉森接受特雷茲的邀請到伊庫司遊玩。除夕當晚，莉莉亞與特雷茲兩人獨自在湖畔的別墅度過。然而在跨年的那一刻，王室的離宮遭到歹徒襲擊！女王及夫婿也被歹徒挾持。莉莉亞與特雷茲為了幫助女王兩人，便展開反擊。

### V・VI 我的王子大人
春假到了，但是莉莉亞卻正在為尋找舞會的舞伴煩心。暫時拋開這件事情的莉莉亞與艾莉森決定要前往北海旅行，沒想到因為火車拋錨，居然遇見了執行護送貝佐王室瑪蒂達公主任務中的特拉伐斯少校與特雷茲。然而，火車上卻發生了殺人事件，更有歹徒蠢蠢欲動……

### 番外篇
- 臭屁小鬼

收錄於I～IV集。作者與卡爾洛的後記對話。
- 遺書

收錄於II集。艾莉森之前在軍中寫下的遺書。
- 梅格與莉莉亞

收錄於II集。描述梅格與莉莉亞認識的故事。
- 騎士的背影

收錄於III集。世界曆3277年的列司托奇島紛爭事件發生當時，艾莉森的父親——威汀頓少校前往拜訪穆特女士的往事。
- 梅莉兒與特雷茲

收錄於IV集。描寫小時候特雷茲修行的故事。
- 卡爾洛的華麗大冒險

收錄於V集。以卡爾洛為主角的小小冒險故事。
- 王子觀察記

收錄於VI集。記錄著特雷茲自出生以來的觀察日記。

## 角色介紹
- 莉莉亞·休爾茲

15歲，全名是莉莉安·埃卡西亞·寇拉松·威汀頓·休爾茲，是依據西側斯貝伊爾的習俗，在名字之後分別接上外祖父、祖母、母親及父親的名字而組成的。是前作《艾莉森》中的主角艾莉森·威汀頓及維爾赫姆·休爾茲的女兒。長得像爸爸，擁有淺褐色的眼睛及栗色的直髮。住在大陸東側洛克榭的首都，並就讀那裡的高等學校。從小時候開始就跟母親學習駕駛飛機，另外也能夠講流利的貝佐語。洛克榭的首都地區居民沒有用中名的習慣，所以她一年都會有一兩次得花費口舌和人解釋她的全名為何這麼長。
- 特雷茲

16歲，莉莉亞的青梅竹馬，擁有像母親一樣的黑髮及中性容貌，住在洛克榭的伊庫司托法（簡稱伊庫司）王國，自稱「伊庫司托法的特雷茲」。正與同時出生的雙胞姊妹梅莉兒爭執誰先出生的問題，但是從來沒有吵贏過她。事實上是伊庫司王國的王子，但因為該國規定王室只能生育一位小孩，故沒有被正式公開王子的身份，而是由梅莉兒擔任王儲。
和莉莉亞一樣擅長飛機駕駛及貝佐語，另外還會說古伊庫司語。射擊的技巧極為高明。原本不會游泳，但是現在好像可以游好幾千公尺了。
對莉莉亞抱有好感，但一直沒跟她坦白王子的身份，於是就這樣甘願地被她驅使著。直至第VI集，才因陰錯陽差被莉莉亞知道身份。
在第VI集結尾，成為了莉莉亞的同班同學。
- 艾莉森·休爾茲

35歲。外表看起來不像是三十餘歲的美麗女性。洛克榭努昂聯邦空軍上尉，為傑出的飛行試駕員。與女兒莉莉亞一起住在洛克榭首都的公寓裡。賴床技能高明，睡相與前作比起來毫無進步。是位一接到男朋友的電話就會十分高興的可愛女性。
- 特拉伐斯少校

35歲。貝佐·伊爾拓亞聯合王國的軍人，目前派駐在洛克榭作間諜的工作，是艾莉森的現任男友。真實身分其實是莉莉亞的親生父親維爾赫姆·休爾茲。主要人物中，只有莉莉亞不知道他的真實身份。從洛克榭的聯邦大學畢業後，便偷渡到斯貝伊爾，成為斯貝伊爾貴族的養子，並參與解決東西兩方問題的工作。即使在女兒被綁架的情形下，仍然可以保持冷靜。(個性亂搞，可以為了計畫犧牲一堆無辜孩童，卻對於真正的敵人只打壞他們的槍而不殺人，莫名其妙)
- 法蘭契斯卡（菲歐娜）

38歲。伊庫司王國的現任女王，也是特雷茲及梅莉兒的母親。愛好照相。
- 卡爾·班奈迪

42歲。菲歐娜的丈夫，原斯貝伊爾飛行員，發現壁畫的英雄。臉上蓄著絡腮鬍，常常被子女批評，要求剃掉。十分疼愛妻子，並且沒有父親的威嚴模樣。
- 梅莉兒

16歲，特雷茲的雙胞姊妹，也是伊庫司王國的王儲。十分能幹。興趣似乎是整備飛機。跟特雷茲互相視為眼中釘。與斯貝伊爾皇室的公主是好友。
- 許特勞斯基·梅格蜜卡

16歲，莉莉亞在高等學校的同學。斯貝伊爾人，由於父親工作的關係而到洛克榭留學。梅格&賽隆的主角。
- 卡爾洛

10歲，洛克榭聯邦托爾卡西亞國拉奇卡的無家可歸小孩，是個短髮而膽大的女孩。不過因為短髮，在莉莉亞他們初遇的時候，被誤認為小男孩。曾經說過要嫁給特雷茲的話。本名為「卡爾拉」。
在後記《臭屁小鬼》中擔任解說的工作，與作者時雨沢對話。常常跟作者要求要擔任主角。
- 葛拉茲·愛克善庭（愛克絲）

25歲左右，貝佐·伊爾拓亞聯合王國的軍人，特拉伐斯的部下。父親在《艾莉森》中被維爾赫姆·休爾茲所殺。
- 瑪蒂達公主

貝佐皇室的長公主，同時也是儲君。目前正在尋找未來夫婿的人選。
- 克蕾兒·尼希特

24歲左右，為了幫父親歐文·尼希特報仇而尋找著伊庫司王國的祕寶，被捕後得知寶藏的秘密。

## 小說列表
譯名和ISBN以台灣中文版為準。
- 莉莉亞與特雷茲Ⅰ—於是兩人踏上旅途<上> 986-1740-79-1
- 莉莉亞與特雷茲Ⅱ—於是兩人踏上旅途<下> 986-1741-18-6
- 莉莉亞與特雷茲Ⅲ—伊庫司托法最長的一日<上> 986-1742-00-X
- 莉莉亞與特雷茲Ⅳ—伊庫司托法最長的一日<下> 986-1742-30-1
- 莉莉亞與特雷茲Ⅴ—我的王子大人<上> ISBN 978-986-174-447-6
- 莉莉亞與特雷茲Ⅵ—我的王子大人<下> ISBN 978-986-174-483-4